# Nadwórna
Nadwórna (daw. Nadworna, ukr. Надвірна, jid. ‏נאַדוואָרנאַ‎, ros. Надворная, Nadwirna) – miasto na zachodniej Ukrainie, w obwodzie iwanofrankowskim, stolica rejonu nadwórniańskiego. Historycznie leży na pograniczu Huculszczyzny i Pokucia.
Według danych na 2022 miasto było zamieszkane przez 22 504 osób.

## Geografia
Miasto leży na prawym brzegu rzeki Bystrzycy Nadwórniańskiej, u podnóża Ukraińskich Karpat. Jest podzielone na dwie części przez rzeczkę Strymbę.
Na północny wschód od Nadwórnej znajdują się wsie Nazawizów i Przerośl, na południowy wschód Majdan Górny i Krasna, na południe Strymba i Łojowa, na zachód Bitków, na północny zachód Mołotków, na północ Hwozd, na południowy zachód Pniów i Pasieczna.

## Nazwa

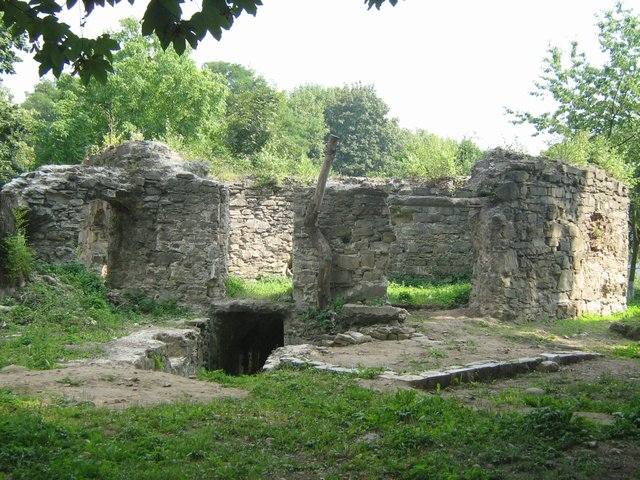
Ruiny budynku fortyfikacyjnego w parku miejskim

Autorzy „Słownika geograficznego Królestwa Polskiego” uważali, że Nadwórna wzięła swoją nazwę od służby nadwornej możnych Potockich:

...Nazwisko Nadworna pochodzi od licznej służby nadwornej możnych Potockich, która w zamku, nie mająс miejsca, około tego w pryrządzonych domach została osadzona, z których później miasteczko powstało...

## Gospodarka
W mieście rozwinął się przemysł mleczarski, materiałów budowlanych, drzewny oraz rafineryjny.

## Historia

### Prehistoria
Ślady pobytu człowieka na terenie obecnego miasta Nadwórna, potwierdzone badaniami archeologicznymi, sięgają drugiego tysiąclecia p.n.e. Osadę z epoki brązu odkryto na wzgórzu, na którym zbudowano pniowski zamek. Z powodu braku źródeł nie można dokładnie ustalić, jakie plemiona żyły w okolicy.

### XVI–XX wiek

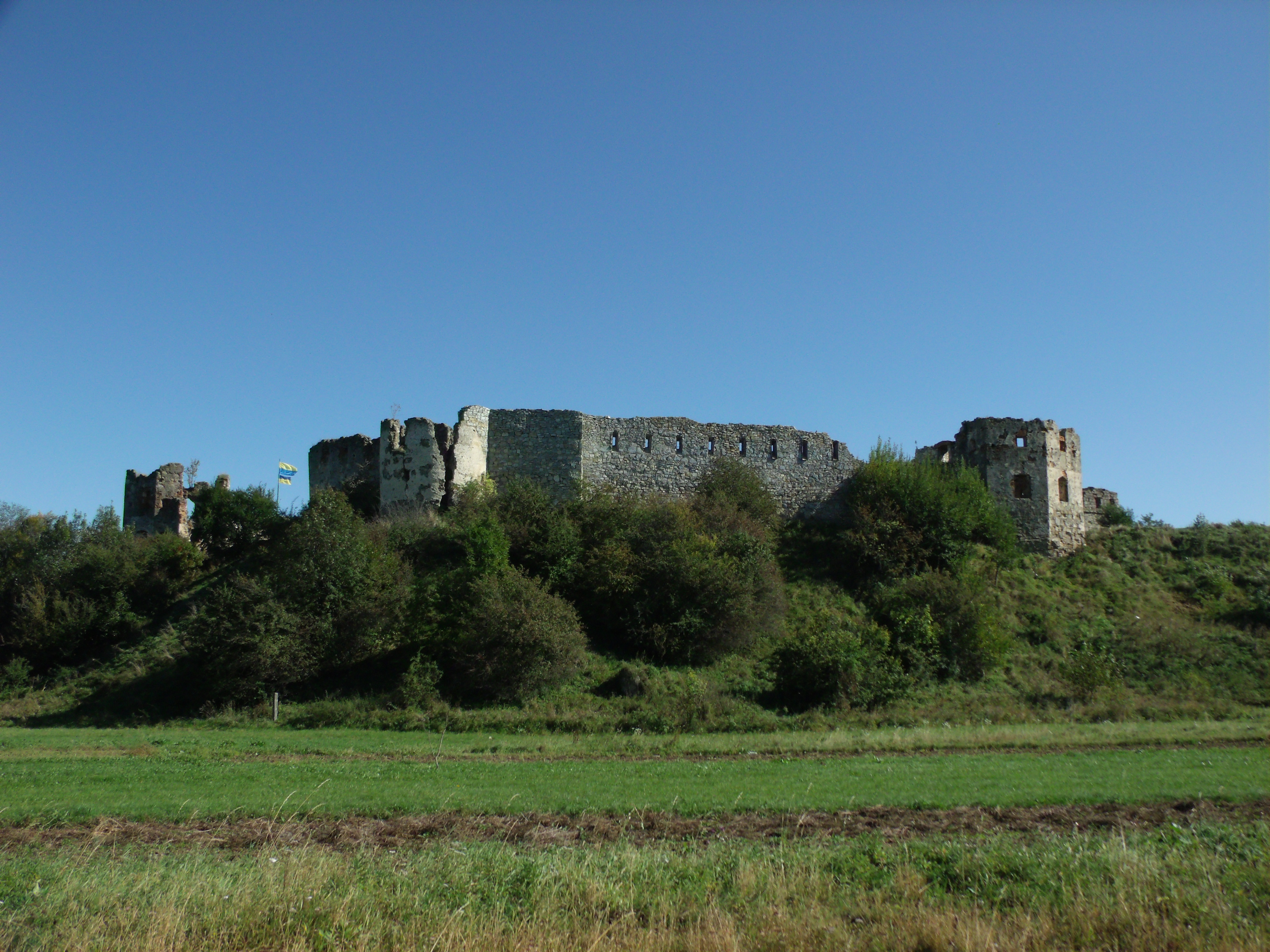
Zamek w Pniowie

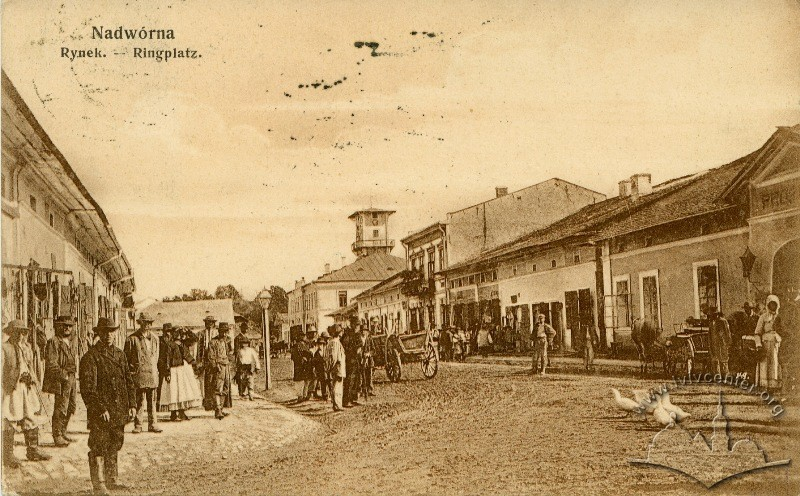
Rynek (1909)

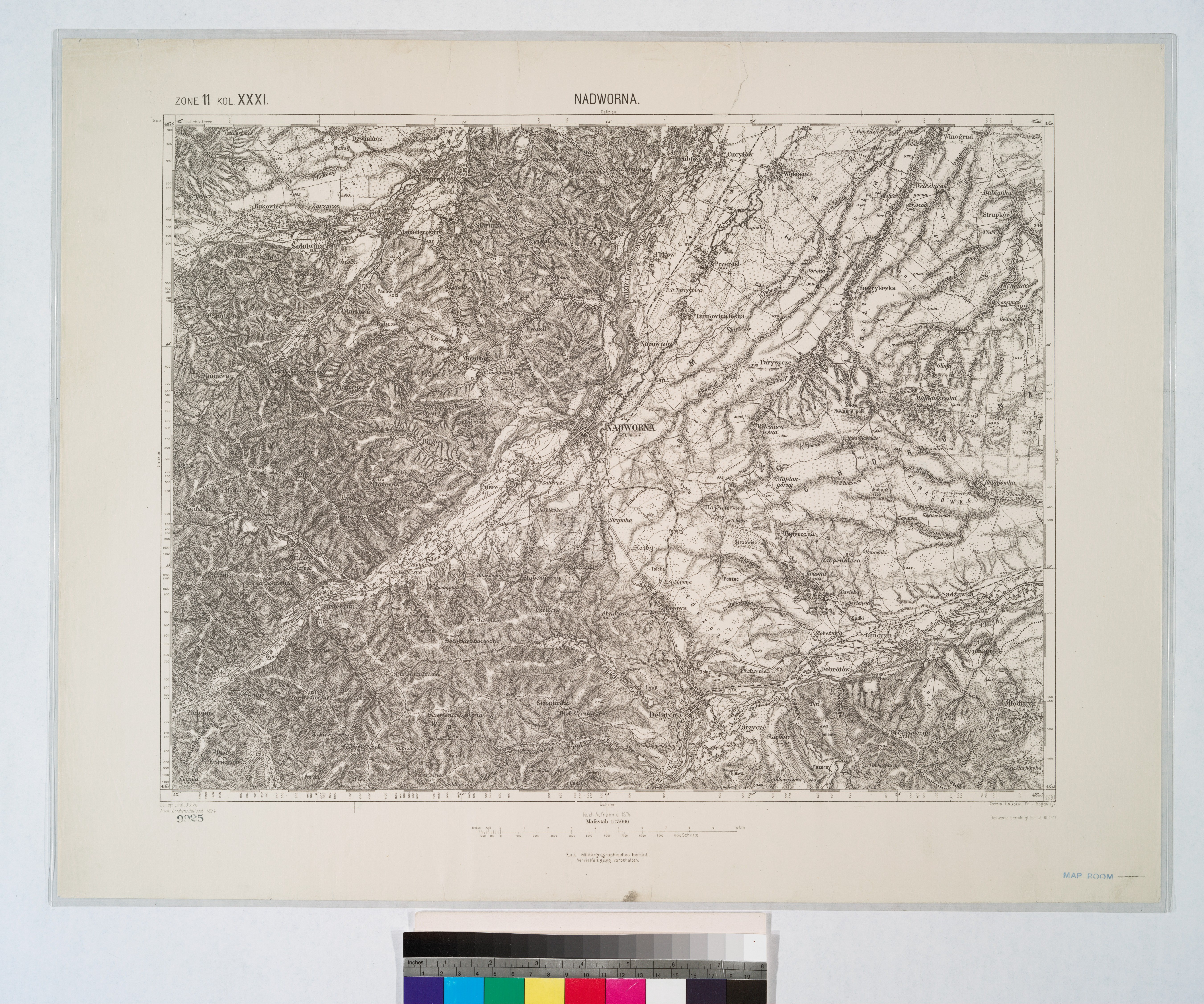
Nadwórna i jej okolice na mapie z 1911

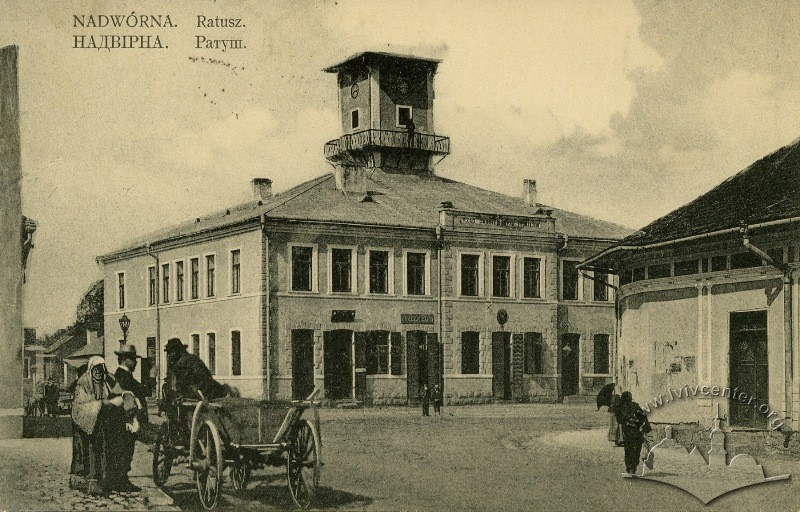
Ratusz (1914)

Pierwsza wzmianka o Nadwórnej pochodzi z 1589 z dokumentu złożonym w sądzie przez M. Kuropatwę. Odnosił się on do ataku Tatarów na Galicję, podczas którego doszło do zniszczenia jego mienia we wsiach Pniów, Bitków i Nadwórna.
W ostatnich latach historycy odkryli dokumenty archiwalne, które wspominał o Nadwórnej w 1578, jednak dane te nadal wymagają szczegółowej weryfikacji.
W 1591 Nadwórna została lokowana na prawie magdeburskim.
Od czasów księstwa halicko-wołyńskiego przez Nadwórną przebiegał szlak handlowy. Herb rodziny Kuropatwów przedstawiał tarczę na niebieskim tle, z podkową odwróconą do góry nogami, na środku której znajdował się krzyż. Nad tarczą, na koronie umieszczonej nad hełmem rycerza z opuszczonym daszkiem, znajdował się jastrząb obrócony w prawo względem tarczy ze skrzydłami podniesionymi do lotu. Od XVI wieku herb ten był używany jako herb Nadwórnej.
W sierpniu 1589 tatarskie wojsko niespodziewanie zaatakowało Karpaty. Wspomniany protest M. Koropatwy nie powiedział, czy Nadwórna została zniszczona, ale w latach 1589–1595 nie była wymieniana w dokumentach archiwalnych, co oznacza, że mogła zostać spalona. W 1596 miasto zostało odbudowane.
W 1601 w Nadwórnej wybudowano ratusz, w którym mieściła się administracja. W mieście utworzono dwie kolegia: ławę i radę złożoną z wybranych urzędników państwowych, którzy pełnili funkcje administracyjne i sądowe.
W 1648 w regionie karpackim doszło do buntu polskiej szlachty. Mikołaj Kuropatwa dowodził jednostką walczącą z buntownikami. Jesienią 1648 zamek w Pniowie odparł dwutygodniowe oblężenie Kozaków Chmielnickiego pod dowództwem Maksyma Krzywonosa.
W XVII wieku Nadwórna stało się ważnym ośrodkiem gospodarczym i znaczącym ośrodkiem rzemiosła. Początkowo duży rozwój zyskały zawody budowlane (konieczna była przebudowa miasta po częstych najazdach tatarskich). Później rozwinęło się także kuśnierstwo, garbarstwo, krawiectwo i bednarstwo.
Od XVII do XVIII wieku miasto stawało się centrum handlu. Na początku XVII wieku kupcy z Węgier zaczęli podróżować przez Nadwórną. Co roku odbywały się dwa jarmarki i cotygodniowe aukcje.
Hrabia Ignacy Cetner (1728–1787) założył pod Nadwórną plantację tytoniu i eksploatował złoża solne, oraz sprowadził kolonistów niemieckich.
Od 1805 w mieście działała administracja izby. Głównym organem była rada, a naczelnik kierował teraz tylko sądem miejskim.
Austriacki arcyksiążę Jan Habsburg w 1846 kupił majątek w Nadwórnej.
W 1843 w Nadwórnej zbudowano jedną z największych fabryk maszyn piekarniczych. W 1870 uruchomiono fabrykę zapałek Simona Hubnera i browar Wilhelma Buchmillera, a w 1877 tartak.
W XIX wieku powstała linia kolejowa łącząca Worochtę – Delatyn – Kołomyję oraz Lwów – Stanisławów – Czerniowce, ze stacją Nadwórna. Wydarzenia te spowodowały znaczny rozwój miasta.

### I wojna światowa i dwudziestolecie międzywojenne

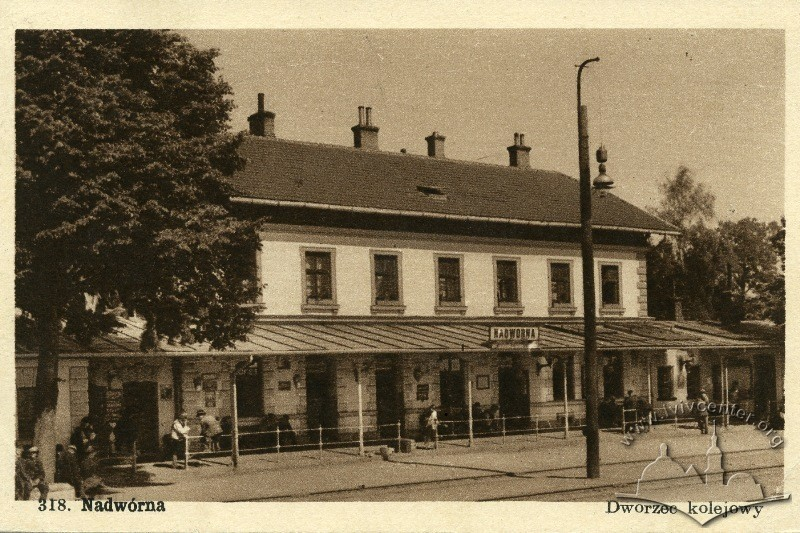
Dworzec kolejowy (1929)

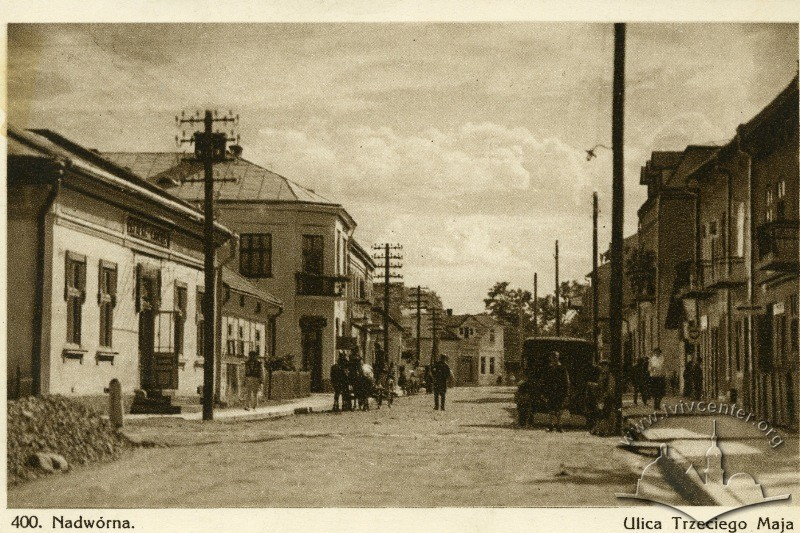
Ulica Trzeciego Maja (1929)

Herb Nadwórnej z czasów II Rzeczypospolitej

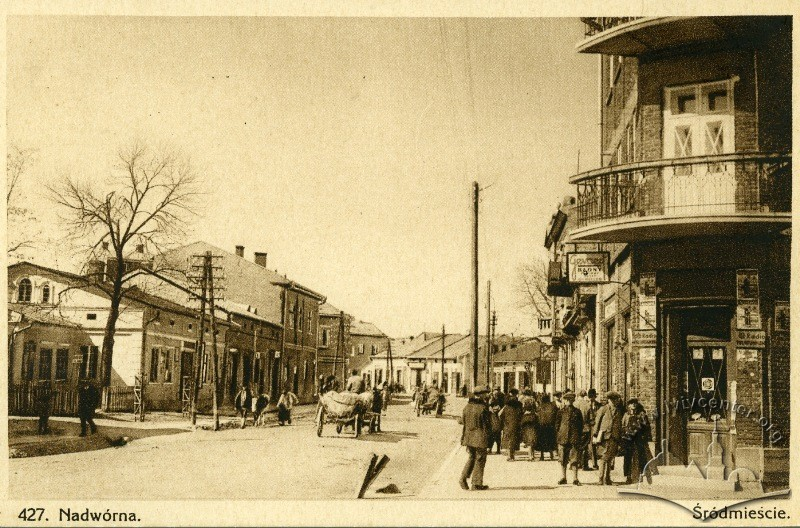
Śródmieście (1932)

Nadwórna była celem taktycznym II Brygady Legionów Polskich podczas bitwy pod Rafajłową. W zimie 1914 nowo sformowana polska brygada stawiała czoła armii carskiej, która po pokonaniu Austriaków planowała przełęczami karpackimi ruszyć na Węgry. Ramię w ramię z Polakami stanęli do walki także i miejscowi Huculi – oddział kapitana Edwarda Szerauca, który stanowił zalążek późniejszego 49 Huculskiego pułku strzelców.
W II Rzeczypospolitej miasto było stolicą powiatu nadwóriańskiego w województwie stanisławowskim.
W okolicznej wsi Starunia w 1929 odkryto w pokładach wosku ziemnego (ozokerytu) zachowanego niemal w całości nosorożca włochatego, to unikatowe, jedyne tego typu znalezisko na świecie jest obecnie przechowywane w Krakowskim Muzeum Przyrodniczym. Ogółem w okresie od 1907 do 1932 na terenie wsi znaleziono pozostałości czterech nosorożców i jednego mamuta. Mamut oraz pierwszy z wydobytych nosorożców włochatych po wojnie wraz z innymi bezcennymi trofeami z dawnego polskiego Muzeum Przyrodniczym im. Dzieduszyckich we Lwowie pozostały we Lwowie (gdzie zostały pierwotnie złożone) i znajdują się tam do dziś (mamut jako główny eksponat).

### II wojna światowa
W czerwcu 1941 roku, po rozpoczęciu niemieckiej inwazji na ZSRR, NKWD zamordowało około 80 więźniów z miejscowego aresztu, w tym kobiety i dzieci. Ofiary zabijano m.in. przy użyciu tępych narzędzi. Zwłoki ofiar, spoczywające w zbiorowej mogile nad brzegiem Bystrzycy Nadwórniańskiej, odnaleziono w lipcu 1941 roku. 
Na początku okupacji hitlerowskiej, w połowie lipca 1941 miejscowi Ukraińcy dokonali pogromu, w czasie którego zamordowano kilkudziesięciu Żydów. 6 października 1941 Niemcy przy wsparciu ukraińskiej policji oraz cywilnych Ukraińców uzbrojonych w pałki zapędzili połowę żydowskiej ludności Nadwórnej (ponad 2 tys. ludzi) do ciężarówek i wywieźli do lasu Bukowinka, gdzie dokonali masowej egzekucji. Akcję osobiście nadzorował Hans Krüger. W kwietniu 1942 roku Niemcy utworzyli getto dla żydowskich mieszkańców. Przebywało w nim około 3600 osób. 24 października 1942 roku Niemcy ostatecznie zlikwidowali getto. Żydów wywieziono do gett w Stryju i Tarnopolu, zabito wielu na miejscu. 
Miasto zostało zdobyte przez wojska radzieckie 26 lipca 1944. W wyniku włączenia południowo-wschodnich obszarów II Rzeczypospolitej do Związku Radzieckiego polscy mieszkańcy Nadwórnej zostali przymusowo wysiedleni ze swoich majątków i przesiedleni głównie do Prudnika i jego okolic na Górnym Śląsku, oraz częściowo do Opola.

## Zabytki

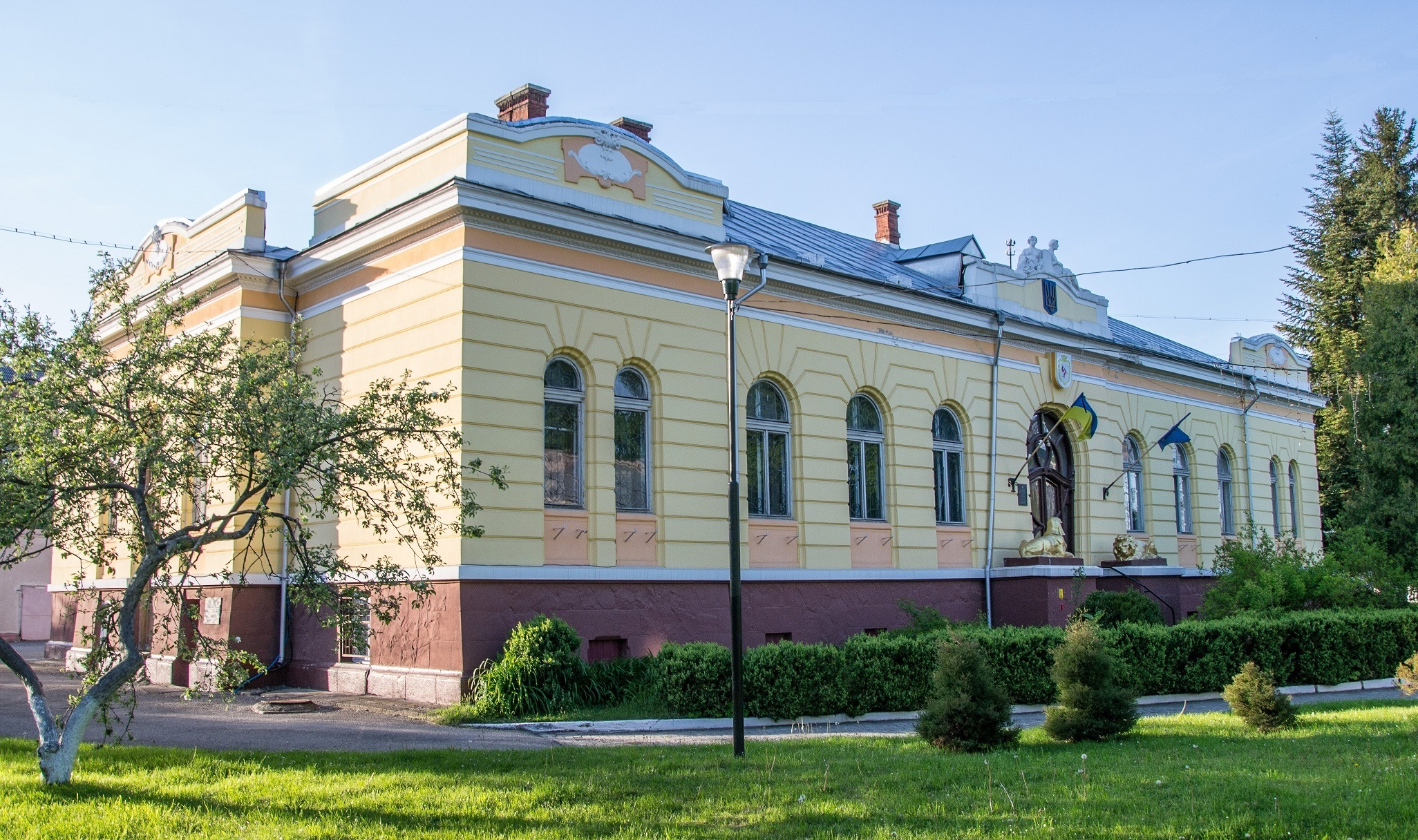
Gmach starostwa powiatowego

- ruiny zamku[14] w Pniowie, gdzie zachowały się: ruiny murów, baszty oraz brama wjazdowa. Tutejszy pniowski zamek wzniósł w drugiej połowie XVI wieku stolnik halicki, Paweł Kuropatwa, jako rezydencję dla swojej rodziny. Zamek, choć nadwątlony przez okolicznych zbójników Hrynia Kardasza w 1621, oparł się Kozakom Chmielnickiego w 1648 r. oraz wojskom tureckim w 1676 r. W XVIII w. opuszczony, stopniowo popadł w ruinę. Obecnie pozostałe ruiny zamku ulegają dalszej degradacji, w czerwcu 2010 zawaliła się kolejna z baszt kątowych. Zamek pniowski miał ponoć podziemne połączenie z Nadwórną.
- gmach starostwa powiatowego.

## Oświata
Na terenie Nadwórnej działa: 4 szkoły średnie, liceum fizyki i matematyki, szkoła z internatem, 7 przedszkoli, szkoła zawodowa nr 11, kolegium, dział korespondencji Ukraińskiego Instytutu Finansowo-Gospodarczego, szkoły muzyczne i artystyczne i karpackie liceum sportowo-wojskowe.

## Kultura
Od 1995 w Nadwórnej funkcjonuje Muzeum Historii Rejonu Nadwórniańskiego (Музей історії Надвірнянщини).

## Religia
Na terenie miasta znajduje się rzymskokatolicka parafia pw. Wniebowzięcia Najświętszej Maryi Panny, należąca do archidiecezji lwowskiej oraz do dekanatu iwano-frankowskiego. Została ona erygowana w 1499. Kościół parafialny został zbudowany w 1599, a następnie rozbudowany w 1937. Konsekracja świątyni odbyła się w 1838.

## Judaica
Historia osiedlania się Żydów w Nadwórnej sięga roku 1765, miejscowość dobrze znana jest również dziś w środowisku pobożnych chasydów, a to dzięki kontynuatorom dynastii cadyków nadwórnieńskich żyjących obecnie w Izraelu. Według spisu ludności z roku 1880, na ogólną liczbę 6552 mieszkańców, 4182 (tj. 64%) stanowili Żydzi. W roku 1890, na ogólną liczbę 7227 mieszkańców, 3618 (50%) Żydów, natomiast w roku 1921, na liczbę 6062 mieszkańców, było 2042 (34%) Żydów. Od roku 1942 rozpoczęły się na szeroką skalę morderstwa popełniane przez hitlerowców na osobach narodowości żydowskiej, wielu Żydów trafiło wówczas do getta utworzonego w mieście, natomiast pozostali zostali zgładzeni w obozie koncentracyjnym w Bełżcu.

## Sport
W latach 1927–1939 w mieście działał polski klub piłkarski Bystrzyca Nadwórna. Współcześnie siedzibę ma tu klub Beskyd Nadwórna.

## Osoby związane z miastem
- Zygmunt Antkowiak – polski historyk, polonista i dziennikarz,
- Karol Bauer – polski botanik i architekt zieleni działający we Lwowie,
- Jan Bełtowski – lekarz, dyrektor szpitala w Nadwórnej w II RP
- Adam Bidziński – generał brygady pilot Wojska Polskiego.
- Teodor Cais – urzędnik w okresie II RP, wicestarosta powiatu nadwórniańskiego, działacz społeczny
- Roman Korban – polski lekkoatleta średniodystansowiec i trener lekkoatletyczny, mistrz i rekordzista Polski, olimpijczyk,
- Józef Oktawiec – polski działacz socjalistyczny w Galicji, poseł na Sejm II RP II kadencji w 1927,
- Manfred Sakel – polski neurolog i psychiatra,
- Józef Smaczniak – polski ksiądz katolicki, działacz konspiracyjny w czasie II wojny światowej, proboszcz parafii Wniebowzięcia NMP w Nadwórnej,
- Jadwiga Wołoszyńska – polski biolog, specjalistka w zakresie fykologii i hydrobiologii, profesor.

### Sprawiedliwi wśród Narodów Świata(ratujący Żydów w Nadwórnej)
- Aniela Barylak – polska chłopka, która po jednej z niemieckich antyżydowskich "akcji" wzięła na wychowanie osieroconą żydowską dziewczynkę Jafę Einhorn[17],
- Wawrzyniec Bruniany – polski mieszkaniec Nadwórnej, który uratował Josefa Kleinmana, ukrywając go na terenie cegielni[18],

- Fania Dedek (po mężu Bielska) – ukraińska niania, która uratowała swojego podopiecznego, Beniamina Blitzera[19][20].